# 9М38

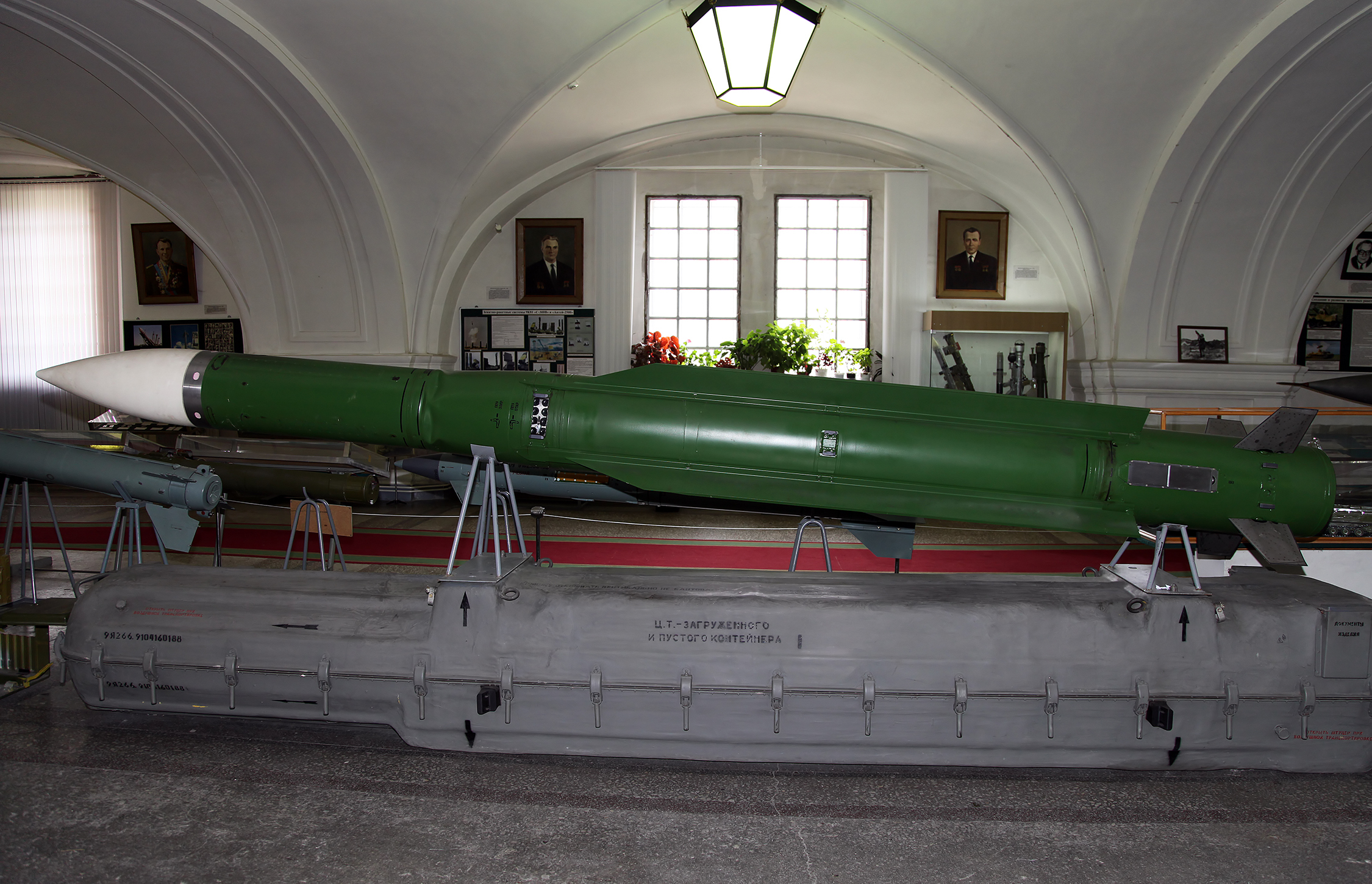
9M38 surface-to-air missile of Buk system

9М38 — радянська зенітна керована ракета зенітного ракетного комплексу 9К37 «Бук».

## Історія створення

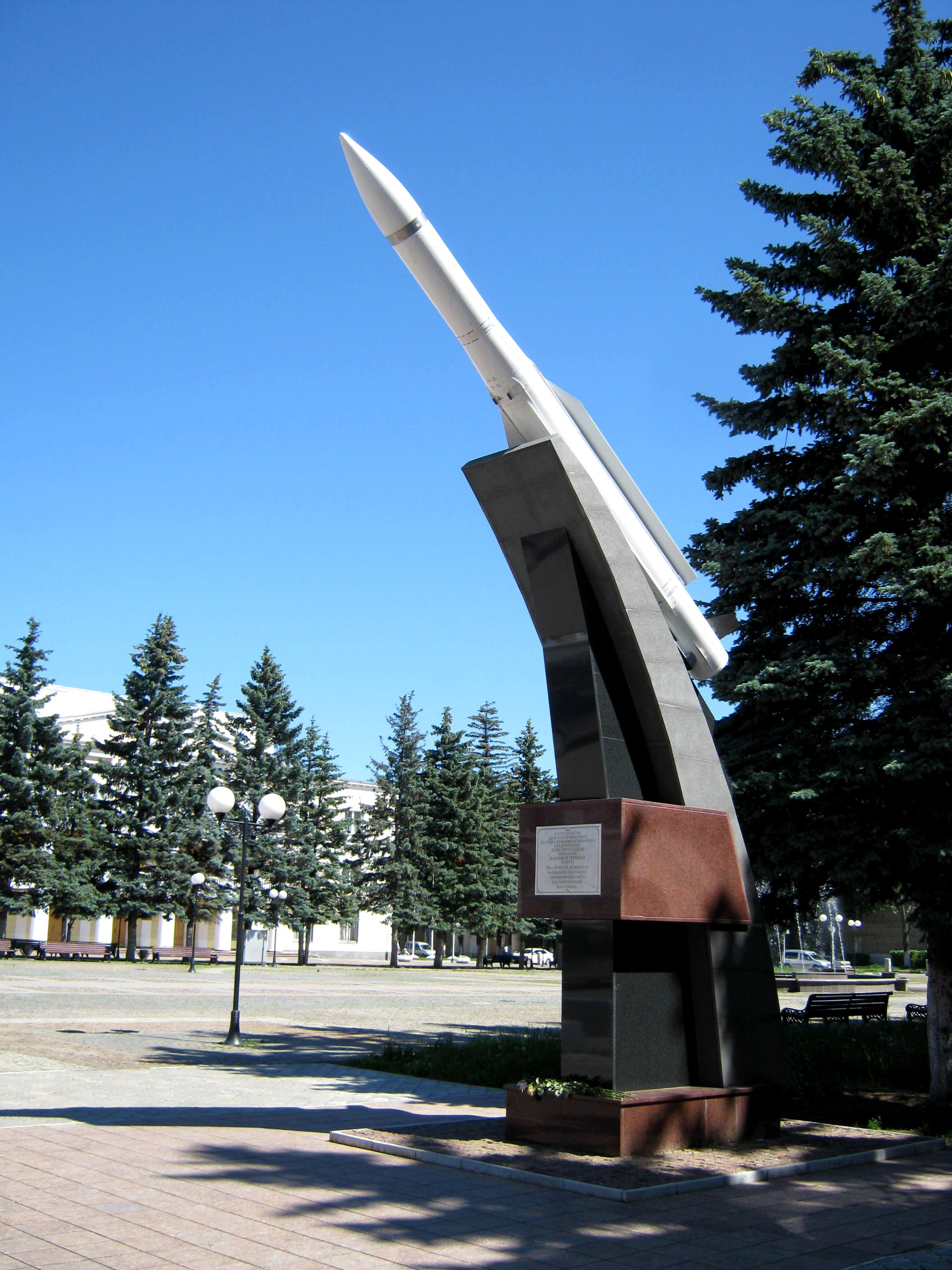
Пам'ятник ракеті «9М38»

9М317МЕ

Перші опрацювання ракети були виконані Державним машинобудівним конструкторським бюро «Вимпел». З 13 січня 1973 року розробка була передана в ОКБ «Новатор», де створенням ракети керував Л. В. Люльєв. Спочатку ракета 9М38 була призначена для використання в складі ЗРК 9К37 «Бук», проте в 1974 році було прийнято рішення форсувати розробку самохідної вогневої установки 9А38 і ракети 9М38. Розробку ЗРК 9К37 «Бук» було вирішено вести в два етапи. Перший етап передбачав введення до складу ЗРК 2К12М3 «Куб-М3» самохідної вогневої установки 9А38 з ЗУР 9М38. Новий комплекс отримав позначення 9К37-1 «Бук-1». У 1976 році ракета була прийнята на озброєння в складі ЗРК 9К37-1 «Бук-1», що отримав остаточне позначення 2К12М4 «Куб-М4»

## Опис конструкції
Зенітна керована ракета 9М38 призначена для використання в складі ЗРК 2К12М4 або 9К37. Ракета 9М38 має одноступеневий твердопаливний ракетний двигун, що має два режими роботи. Дворежимність досягається за рахунок профілювання твердого палива. Загальний час роботи двигуна становить 15 секунд. Через складність відпрацювання і низькою стійкості при великих кутах атаки від прямоточного двигуна було вирішено відмовитися.
Ракета 9М38 побудована за нормальною схемою з Х-подібним крилом малого подовження для відповідності габаритним обмеженням, що пред'являються при використанні в корабельному варіанті комплексу М-22. У передній частині ракети розташована напівактивна головка самонаведення з джерелом живлення. За головкою самонаведення знаходиться осколково-фугасна бойова частина загальною масою 70 кг з розривним зарядом в 34 кг суміші тротилу та гексогену. Ракета дозволяє вражати цілі маневрують з перевантаженнями до 19g на дальностях від 3,5 до 32 км при висоті від 25 метрів до 20 км.

## Модифікації
- ЗУР 9М38М1 для ЗРК «Бук-М1» і корабельного М-22 «Ураган»
- ЗУР 9М38М1Е для експортних корабельних ЗРК «Кашмір» і «Штиль»
- ЗУР 9М38М3

### Подальший розвиток
У розробці кілька подальших версій, включаючи ЗУР 9М317М, її експортну модифікацію 9М317МЕ, варіант ракети з активною радіолокаційною ГСН 9М317А, і навіть експортну ЗУР 9М317МАЭ. Головний розробник ЗРК, ВАТ «НДІП» 2005 року також заявляв про випробування ЗУР 9М317А рамках ЗРК «Бук-М1-2А» (ОКР «Схід»).

#### 9М317М
Для комплексу "Бук-М3" розроблена нова ракета 9М317М, що відрізняється від 9М317 зі складу "Бук-М2" більшою дальністю та швидкістю польоту, підвищеними показниками з перехоплення крилатих та тактичних балістичних ракет.
Основний етап польоту ракета проходить в інерційно-коректованому режимі, а при підльоті до цілі здійснюється самонаведення.
Для оснащення ракет типу 9М317М розроблено спеціалізований пакет модульного виконання головок самонаведення:
активна радіолокаційна головка самонаведення (АРГСН) "Сланець", розроблена ВАТ "Московський науково-дослідний інститут "Агат". Виявлення та захоплення повітряних цілей проводиться щілинною антеною гратами з моноімпульсним радіопеленгатором. АРГСН "Сланець" може отримувати ціле ДРЛОіУ, БРЛК багатоцільових винищувачів-перехоплювачів, наземних та корабельних РЛС з відповідним обладнанням обміну інформацією) Енергетичний потенціал АРГСН "Сланець" дозволяє захоплювати ціль з ЕПР 0.3м2 на відстані до 35 км.
багаторежимна напівактивна доплерівська радіолокаційна головка самонаведення (ПАРГСН) 9Е432 з інтегрованим бортовим обчислювачем. ПАРГСН 9Е432 програмується перед стартом під тип цілі, що вражається (літак, вертоліт, наземна, надводна, малопомітна). Використання напівактивної системи самонаведення вимагає підсвічування РПН 9С36М або СОУ 9А317М, що обмежує дальність застосування ракет цього радіогоризонтом.
- дальність перехоплення 70 км,
- висота ураження цілі - 35 км,
- швидкість польоту ракети – 1550 м/с,
- максимальне навантаження - 24 g
- максимальна швидкість цілі – 3000 м/с
- дальність перехоплення високошвидкісних повітряних цілей навздогін 30 км.

#### 9М317МЭ
9М317МЕ являє собою одноступінчасту твердопаливну ракету, виконану за нормальною аеродинамічною схемою. Від ракети 9М38 вона відрізняється пристроями для довороту на ціль при вертикальному пуску, а також дещо більшою масою, меншою площею крила, газодинамічних кермів і новою системою самонаведення. Розташування ракет у вертикальній ПУ 3С90Е.1 ЗРК «Штиль-1» дозволяє збільшити скорострільність у 6 разів у порівнянні з ЗРК «Ураган»/«Штиль» старого зразка (кожні 2 секунди замість 12).
Основний етап польоту ракета проходить в інерційному режимі, а при підльоті до цілі здійснюється радіокорекція. Система самонаведення ракети адаптується під тип цілі (літак, вертоліт, наземна, надводна, малопомітна), що дозволяє підвищити ефективність стрільби за будь-яким типом. Так як головка самонаведення використана напівактивна радіолокаційна ГСН, то ціль повинна бути підсвічена радаром носія, що обмежує дальність застосування ракет цього горизонтом.

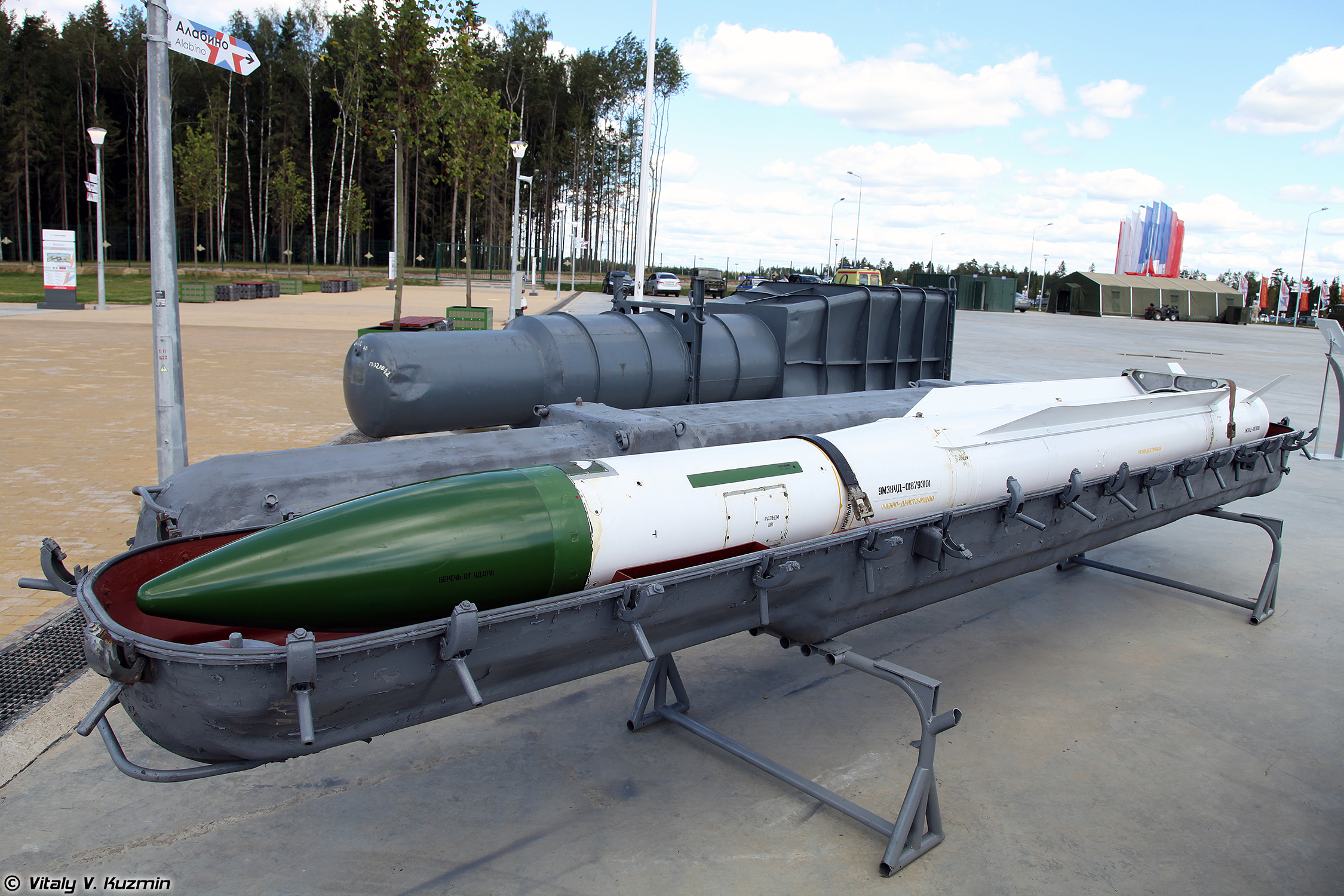
Показ військової техніки в парку «Патріот». Москва 2015 рік

Ураження цілі здійснюється осколковою бойовою частиною масою 62 кг.

## Характеристика
| Характеристика ракети 9М317МЕ | Характеристика ракети 9М317МЕ |
| ----------------------------- | ----------------------------- |
| Кількість ступенів            | 1                             |
| Довжина, м                    | 5,18                          |
| Найбільший діаметр, м         | 0,36                          |
| Маса (ракети), кг             | 581                           |
| Тип головки самонаведення     | напівактивна РГСН             |
| Тип бойової частини           | осколкова                     |
| Маса (бойової частини), кг    | 62                            |
| Швидкість ракети, м/с         | 1550                          |

## На озброєнні
ЗРК БУК-М1 знаходиться на озброєнні наступних країн:
- Грузія (2013, близько сотні ракет 9M38 Україна пропонувала Грузії в 2007—2008 роках за даними SIPRI).
- Україна на 2016 рік має 72 комплекси.
- Єгипет на 2016 рік має більше 40 комплексів.
- Індія отримала 144 ракети 9M38M1 від Росії в 2008 році для використання на фрегатах в сумісних корабельних ЗРК.